# Hendrik Schwarz
Hendrik Schwarz (Marburgo, 4 gennaio 1996) è un giocatore di football americano tedesco che milita nel ruolo di wide receiver nella European League of Football (ELF).
Ha giocato nelle giovanili e nella prima squadra dei Marburg Mercenaries. Ha in seguito firmato con la squadra tedesca degli Schwäbisch Hall Unicorns, per passare in seguito alla squadra professionistica tedesca dei Frankfurt Galaxy

## Palmarès
- 1 ELF Championship (Frankfurt Galaxy, 2021)